# Hammond (Illinois)
Hammond é uma vila localizada no estado americano de Illinois, no Condado de Piatt.

## Demografia
Segundo o censo americano de 2000, a sua população era de 518 habitantes.
Em 2006, foi estimada uma população de 518, um aumento de 0 (0.0%).

## Geografia
De acordo com o United States Census Bureau tem uma área de
2,0 km², dos quais 2,0 km² cobertos por terra e 0,0 km² cobertos por água. Hammond localiza-se a aproximadamente 205 m acima do nível do mar.

## Localidades na vizinhança
O diagrama seguinte representa as localidades num raio de 16 km ao redor de Hammond.